# La Bachellerie
La Bachellerie település Franciaországban, Dordogne megyében. Lakosainak száma 895 fő (2022. január 1.). La Bachellerie Saint-Rabier, Aubas, Auriac-du-Périgord, Azerat, Les Farges, Le Lardin-Saint-Lazare és Peyrignac községekkel határos.

## Népesség
A település népességének változása:
| Lakosok száma | 733  | 711  | 722  | 819  | 923  | 908  | 899  | 894  | 894  | 895  |
|               | 1968 | 1982 | 1990 | 2006 | 2013 | 2015 | 2017 | 2019 | 2020 | 2022 |